# Vivica Strokirk
Vivica Strokirk, née en 1792, et morte en 1846, est une peintre suédoise.

## Biographie
Fille d'Elias Strokirk, elle est représentée à l'Académie royale des arts de Suède en 1806 avec un dessin au crayon.